# Chałupki (powiat buski)
Chałupki – wieś w Polsce, położona w województwie świętokrzyskim, w powiecie buskim, w gminie Tuczępy.
W latach 1975–1998 miejscowość administracyjnie należała do województwa kieleckiego.
Wieś powstała w 2006 r. z połączenia: Chałupek Grzymalskich i Chałupek Sieczkowskich. Zostały one połączone rozporządzeniem Ministra Spraw Wewnętrznych z dnia 15 grudnia 2006 r.